# Kawanishi N1K
O Kawanishi N1K Kyōfū (強風 "Vento Forte", conhecido pelos aliados como "Rex") foi um hidroavião de combate aéreo da Marinha Imperial Japonesa. O Kawanishi N1K-J Shiden (紫電 "Violet Lightning") era uma versão terrestre baseada no N1K. Com o nome de código aliado "George", o N1K-J foi considerado pelos seus pilotos e oponentes como um dos caças de base de terra com melhor performance nas fileiras japonesas durante a Segunda Guerra Mundial.

## Desenvolvimento e especificações
"Shiden" em japonês significa "Trovão Violeta", e o Kawanishi N1K-J Shiden era de facto uma arma brilhante para as forças aéreas do Japão na Segunda Guerra Mundial. Com o nome de código "George", o Kawanishi N1K-J era um interceptor de um único lugar, que desempenhada missões de caça-bombardeiro. Foi usado a partir de 1943 até o fim da guerra. Foi feito de tal maneira que poderia sustentar danos pesados na sua fuselagem e, ainda assim, conseguir regressar a casa, algo distinto entre os aviões japoneses. Tanto os pilotos que voaram como aqueles que o confrontaram o consideram um dos melhores e mais bem sucedidos aviões japoneses desse período. Aproximadamente 728 aviões do tipo de Shiden foram produzidos e aproximadamente mais de 1500 unidades do modelo hidroavião N1K foram produzidos.
O seu design era muito delgado, sendo que a única intenção era fazer a fuselagem mais aerodinâmica possível. As suas asas baixas ficavam debaixo e para a frente do cockpit, que foi montado bem em cima para fornecer uma boa visibilidade. A posição dianteira do motor permitia o uso de grandes hélices. Houve um grande esforço em fazer cada superfície curvada e recta de modo a que beneficiasse a sua estabilidade e aerodinâmica. Um único motor a pistão Nakajima NK9H Homare 21 alimentava a aeronave.
Poderia alcançar uma velocidade máxima de 590 quilómetros por hora, e tinha um alcance de 1080 km. O seu armamento consistia em dois canhões Tipo 99 Modelo 2 de 20 mm, dois canhões de Tipo 20, de 20 mm, dois canhões fixos de proa de 7,7 mm tipo 97 e 120 kg de munições, juntamente com, geralmente, duas bombas de 60 kg ou com dois foguetes Tipo 3 No.1 Mod.28 Mk.1.
O N1K-J foi capaz de igualar o F6F Hellcat, que era um avião norte-americano bem sucedido na mesma área de desempenho que o N1K-J.

## Variantes
- N1K1 Kyofu
  - N1K1
  - N1K2
- N1K1-J Shiden
  - N1K1-J
  - N1K1-J Shiden Model 11
  - N1K1-Ja
  - N1K1-Jb
  - N1K1-Jc
  - N1K1-J KAIa
  - N1K1-J KAIb
- N1K2-J Shiden-KAI
  - N1K2-J
  - N1K2-J Shiden KAI Model 21
  - N1K2-Ja
  - N1K2-K
- Outras variantes
  - N1K3-J Shiden KAI 1, Model 31
  - N1K3-A Shiden KAI 2, Model 41
  - N1K4-J Shiden KAI 3, Model 32
  - N1K4-A Shiden KAI 4, Model 42
  - N1K5-J Shiden KAI 5, Model 25

## Galeria

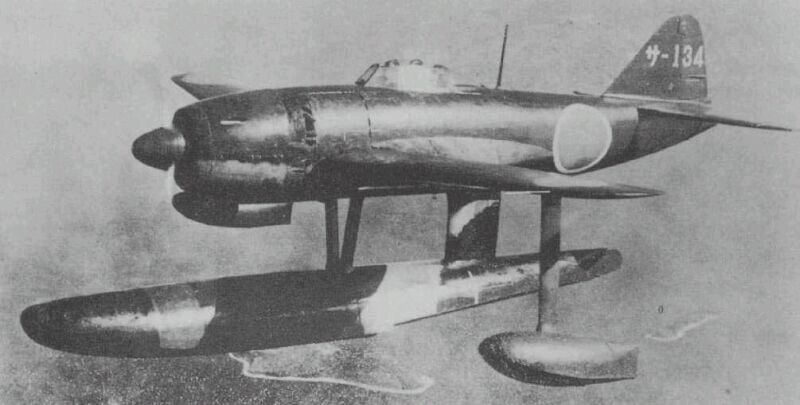
Caça hidroavião N1K1 "Rex" fotografado em 1945
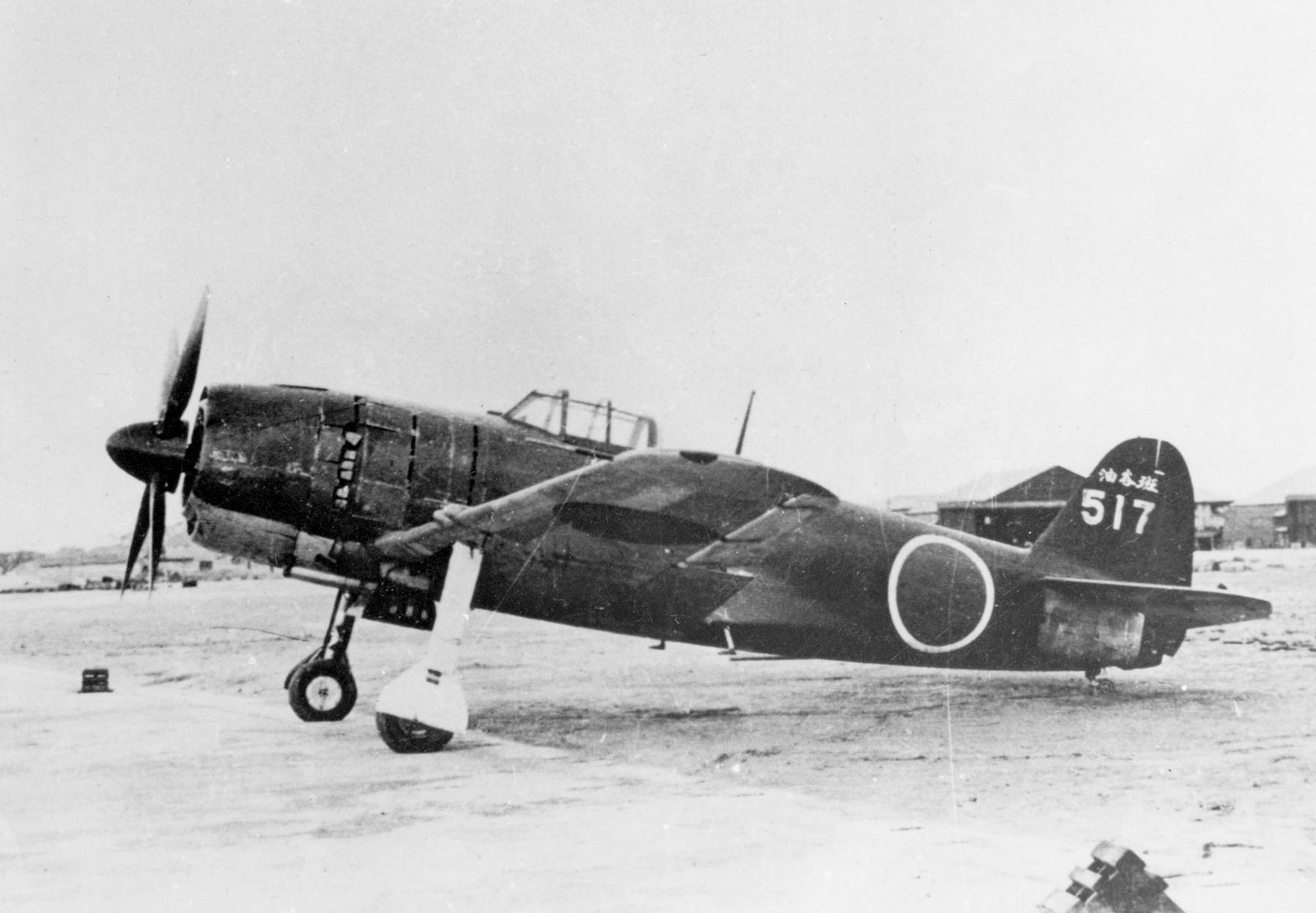
Um de dois prováveis protótipos do Kawanishi N1K4-J Shiden Kai Model 32